# 米良氏
米良氏（めらうじ）は、日本の姓氏のひとつ。この姓氏を有する氏族としては、以下の2つの豪族が有名である。

## 米良氏（紀伊国の豪族）
紀伊国熊野地方の豪族。那智山の神職・社僧・御師を務め、歴代幕府や諸大名の御用を務めた。2系統有り米良湛知の後裔は目良氏に改姓し新熊野（いまくまの）神社（現・京都市東山区今熊野椥ノ森町）別当職を代々務めた。
紀伊国の米良氏に伝来した『米良文書』は、南北朝時代から江戸時代にわたる朝廷、将軍家、その他の武家からの書状等の多数の文書から成る文書群であり、重要な史料とされている。

## 米良氏（菊池氏支流）
戦国時代に菊池氏が大友氏に滅ぼされた後に菊池能運の子孫が日向国米良（宮崎県児湯郡西米良村）へ逃れたことをきっかけに米良氏を名のるようになったと伝えられる。江戸時代には交代寄合として家督相続ごとに江戸へ参勤交代して将軍に拝謁する義務を課された。実際には5年に1度ほど参府しており在府は1か月。無高だが5000石格で交代寄合四衆に準ずる格式を与えられていた。役務は米良山に設定された3か所の鷹巣山（鷹山：鷹狩場）の管理。正式に交代寄合に列せられた時期は明らかではないが遅くとも延享3年頃であろうと考えられている。領地はすべて人吉藩相良氏の支配であり、格式の上では独立した武家として扱われたが実質的には人吉藩の旗本扱いであり、江戸参府のさいも人吉藩を通じて参府願を提出のうえ、人吉藩の江戸上屋敷に滞在し、登城の作法や幕閣への回勤など人吉藩の指南に従い、従者なども人吉藩から出された。独自の刑罰権にも制限があり、人吉藩が主体となって行うものとされていた。
王政復古後の慶応4年（1868年）5月、当時の当主米良則忠は朝廷に早期帰順して本領安堵され朝臣に列し、元交代寄合として旧幕臣最上位の中大夫席を与えられた。7月10日に菊池に復姓し、明治2年（1869年）12月に中大夫席以下の称が廃されると当初は士族に列したが、18代当主武臣の代の明治16年（1883年）に南朝忠臣の菊池氏の末裔の由緒から華族に列し、明治17年（1884年）に華族令施行で華族が五爵制になると男爵に叙せられた。